# Padniewko
Padniewko falu Lengyelországban a Kujávia-pomerániai vajdaságban, a  Mogilnói járásban, Mogilno nagyközség területén, keletről közvetlenül Mogilnóval határos. A falu Padniewko polgármesteri hivatal székhelye, amelyhez tartozik még Baba, Kopczyn és Szerzawy falu.
Padniewko Mogilno közvetlen szomszédságában fekszik, a Mogilno – Rogowo – Gąsawa helyi jelentőségű országút mentén.
A lakosság hagyományos és változatlanul fontos kereseti forrása a mezőgazdasági munka. Padniewko területén 62 parasztgazdaság működik, ebből 10 gazdaság 50 ha fölötti, 25 gazdaság 10 ha fölötti, a többi pedig kisebb földeken gazdálkodik. A földek zöme III és IV osztályú szántóföld. A lakosság mind nagyobb hányada a szolgáltatások vagy a kézműves ipar területén, a közeli Mogilnóban, a környező falvakban, vagy helyben Padniewko területén dolgozik, ahová néhány cég áttette a székhelyét.

## A falu élete ma

### Demográfiai adatok
Az 2006. december 31-i adatok szerint a falu lakossága 399 személyből áll, ebből 214 nő és 185 férfi.
A lakosság többsége fiatal. Mogilno közelsége miatt nem tapasztalható a falusi lakosság elvándorlása a városba.

Padniewko lakosai kor szerinti felosztásban

### Infrastruktúra

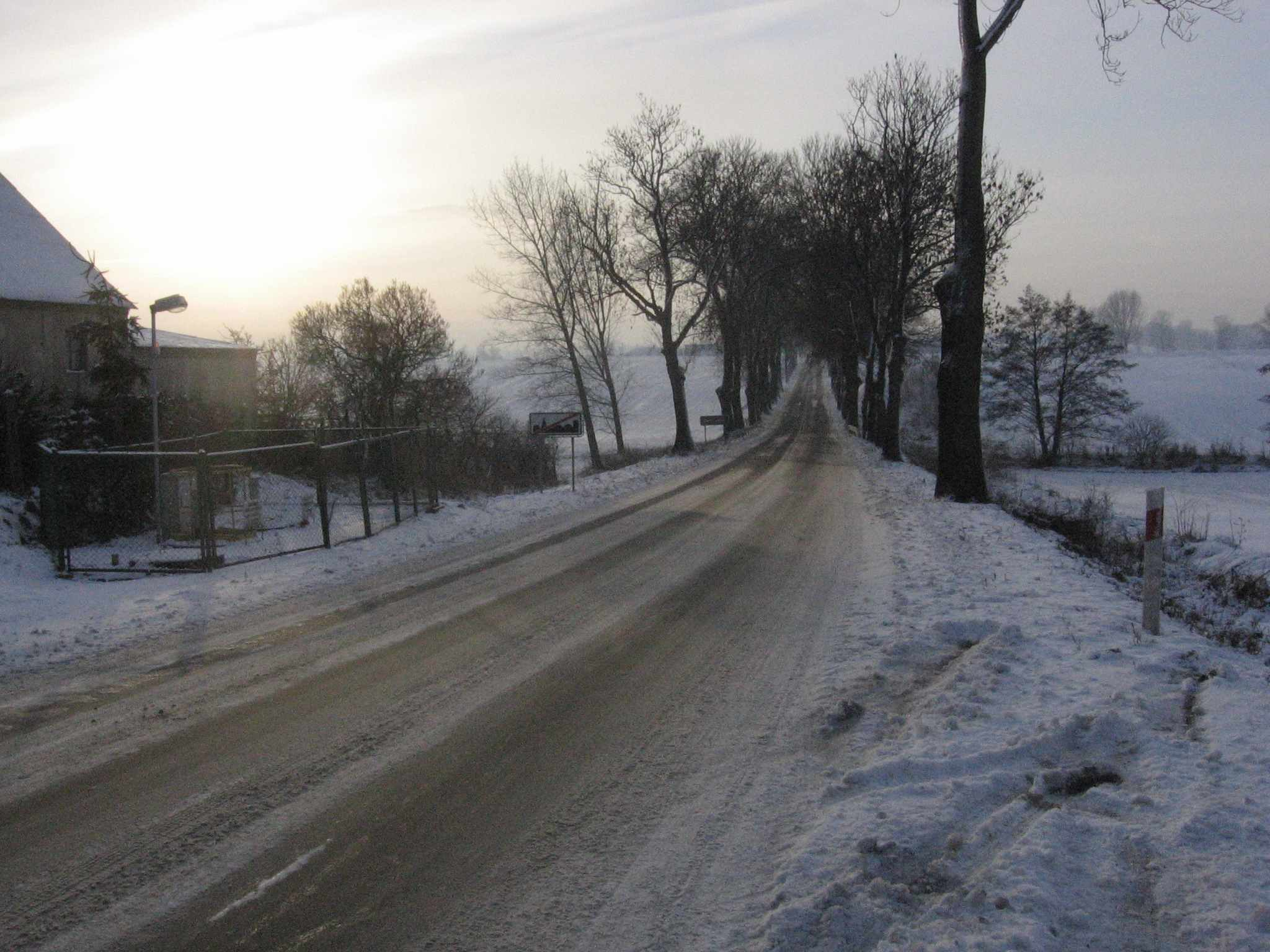
Padniewko főutcája, községhatár Padniewo faluval

Padniewko főbb utcái aszfaltozottak,  a főutca világítással is rendelkezik. Jól működő buszközlekedése van, amely a falut a szomszédos Mogilnóval és más környékbeli helyiségekkel. A falu saját vízvezeték-hálózattal (1974-től) és csatornázással (1999-től) rendelkezik. Be lett vezetve a szelektív hulladékgazdálkodás.
A falu szívében van az útkereszteződés szépen gondozott pázsittal, virágágyassal. De maradtak még nem aszfaltozott földutak, amelyek a közeli tóhoz, illetve a környékbeli falúkhoz vezetnek. A falu beépítése egységes és szoros. Jelenleg 82 ingatlanból áll, amelyek családi házakkal vannak beépítve, de újabb családi házak építésére már ki lettek jelölve újabb telkek. Padniewkóban két vegyesbolt működik, ahol élelmiszer- és iparcikkek kaphatók.
Az egykori iskola épületében egy falusi kultúrház működik, amelyet különösen a helybéli fiatalok látogatnak, de különböző rendezvényeket és ünnepségeket is tartanak itt.
Padniewkoban szabványos méretű focipálya is található, amely 1997-ben épült és amelyen a falu focistái a szomszédos települések csapataival mérik össze a tudásukat.

### Gazdasági élet

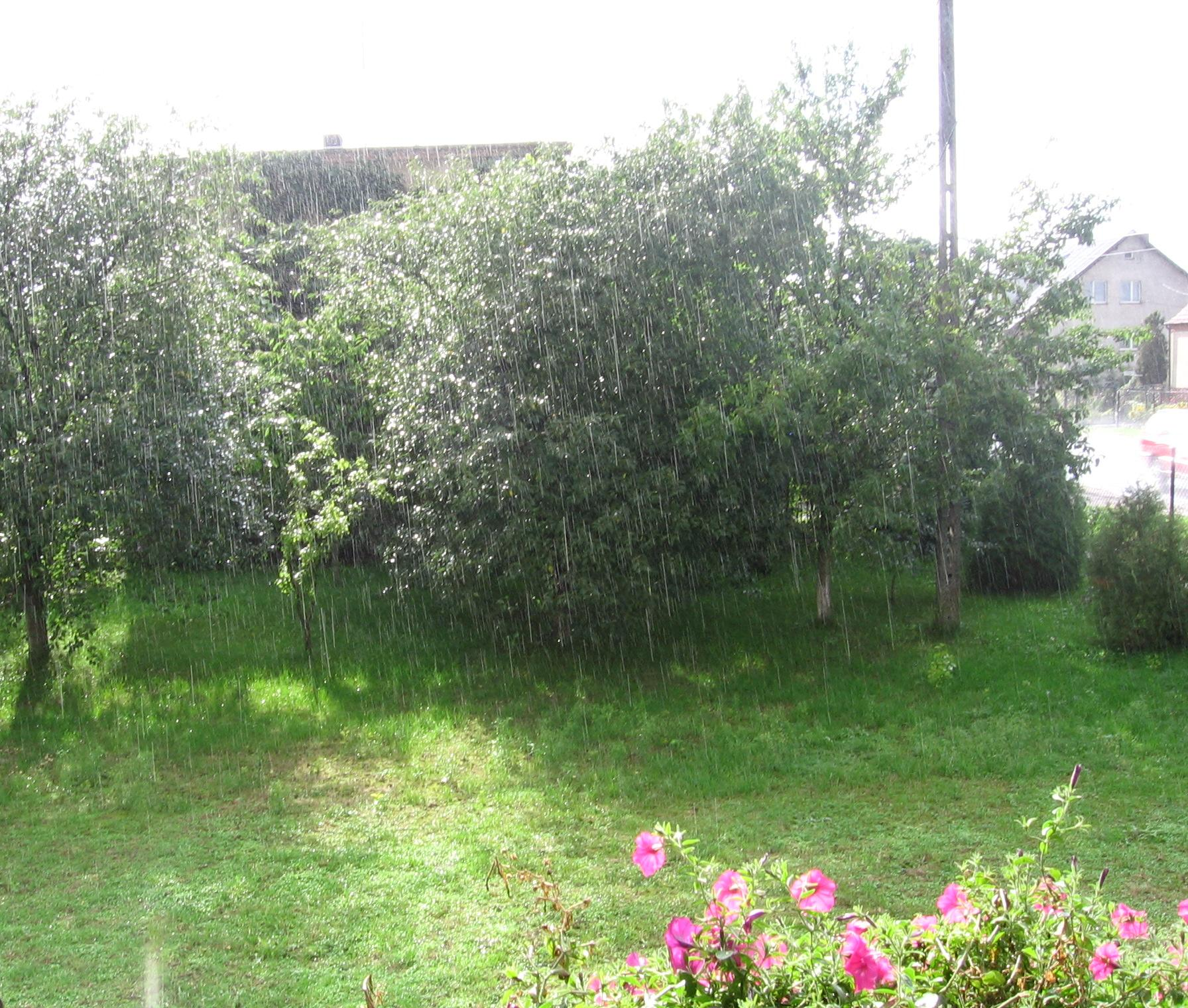
Háztáji gazdaság Padniewkoban

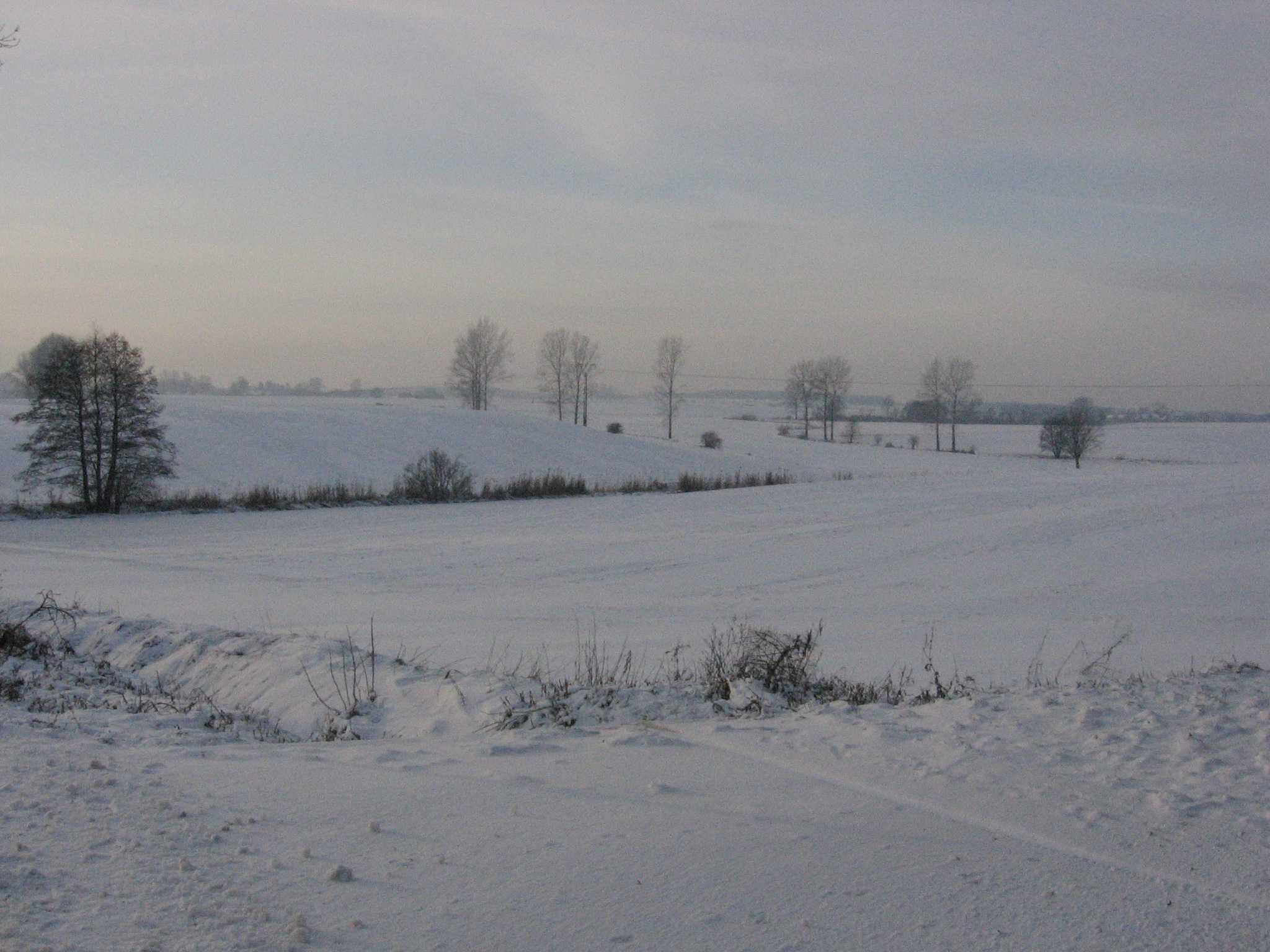
A határ télen

A mezőgazdaságon túl Padniewkóban főként kereskedelemből és szolgáltatásból élnek az emberek. A faluban működik:
- lakatosműhely
- két bádogosműhely és autójavító
- kemping utánfutók kölcsönzése és eladása
- szolgáltató műhelyek: közúti szolgáltatás, daruzási munkák, fényesítő üzem
- két élelmiszer és ipari cikk bolt
- takarmány- és takarmányadalék-kereskedés
- mézfelvásárlás
- vágóállat-felvásárlás

Összesen a padniewkói üzemekben, kereskedésekben és műhelyekben mintegy 40 személy talált munkát.

### Társadalmi rétegződés
A helyi lakosság aktivitását fogja össze a Háziasszonyok Köre (Koło Gospodyń Wiejskich) valamint a Gazdakör (Kółko Rolnicze). A kulturális élet a kultúrotthon (świetlica) körül zajlik, ahol alkalmi rendezvényeket, mulatságokat, valamint gyűléseket és összejöveteleket szerveznek. Itt tartják a gazdák továbbképzését is.
A sportok hívei rendelkezésére áll a focipálya. Egykor volt itt gyermekjátszótér is, de vandálok kifosztották, így aztán most a terület magántulajdonban van.
Padniewko nem rendelkezik sem saját templommal, sem kápolnával. A római katolikusok fontos kultikus helye a Szűzanya szobor, ahol a májusi litániákat szokták megtartani. A szobor a 19. század közepén létesült, a második világháború idején szétszedték, majd a hadműveletek végetértével visszakerült a régi helyére. Padniewko a katolikus közigazgatás szerint Mogilnóhoz, a Szt. Fausztina plébániához tartozik.
Az erdőben, a falu szélén egy emlékmű áll, amely a második világháborús német elnyomás áldozatainak állít emléket.

### Vallás
Mára már gyengülni látszik a korábban erős katolikus hagyomány s a mély Szűz Mária-tisztelet.

## A falu történelme
Az első feljegyzések Padniewkóról a 12. századból származnak, mikor egy bizonyos, Nałęcz családból való Dobrogost lovag a Mogileńskie tó nyugati partján saját pénzén templomot építtetett Szent Kelemen tiszteletére.(Ma ezen a helyen áll a temető és a mauzóleum.) A plébániához csak Padniewo falu egy részét csatolták, így lett a falu akkori neve Padniewo Klasztorne (Kolostori Padniewo), Padniewo Opackie (Apátsági Padniewo), Padniewo Księże (Papi Padniewo), sőt talán még Padniewo Wielkie (Nagy Padniewo) is. A későbbi feljegyzések arról szólnak, hogy egy gazdaság jött itt létre (1223 előtt), és már említik a Padniewko (a Padniewo becézett, kicsinyített formája) nevet is.
A mogilnói kolostor jelentőségének emelkedésével, akár a többi környező plébánia, a Szt. Kelemen templom is a fennhatósága alá került. A 12-13. századfordulón a kolostor uradalmainak jelentős részét elvesztette, köztük Padniewkót is. A falu átkerült a włocławeki püspökség fennhatósága alá. Egy 1786-os okiratban megerősítést nyer, hogy a falu bérleti díjat fizetett az egyházmegyének.
Lengyelország felosztása után, Padniewko a Porosz Királysághoz került. A 19. század második felében Padniewko már a Seydlitz család birtokaihoz tartozott. A Słownik geograficzny Królestwa Polskiego (a Lengyel Királyság Földrajzi Szótára) megemlíti, hogy 1886-ban Padniewko falu már 21 lakóházzal rendelkezett, ezekben 219 személy élt, ebből 198 katolikus és 21 protestáns. A birtok 226 ha nagyságú volt, évi jövedelme pedig elérte a  2244 német márkát. Később, 1910-ben Padniewko lakosainak száma már 316 fő volt. Az egész mogilnói járáshoz hasonlóan, Padniewkóban is intenzív módon telepítették be a német lakosságot, ami az ún. Porosz Áttelepítési Bizottság irányításával történt.
Az első világháború után a falu ismét Lengyelország része lett. Az 1920-30-as években a mogilnói járás területén több német szervezet alakult, hatásuk egyre erősebb lett. Az egyik, a Német Parasztegylet vezetője a padniewkoi Willi Schonert volt. Ezen túl itt három erős német párt is toborzott választókat, melyek közül a legnagyobb a Jungdeutsche Partei volt, ami 1935. június 20-án Padniewkóban létrehozott egy saját, 50 tagot számláló szervezetet.

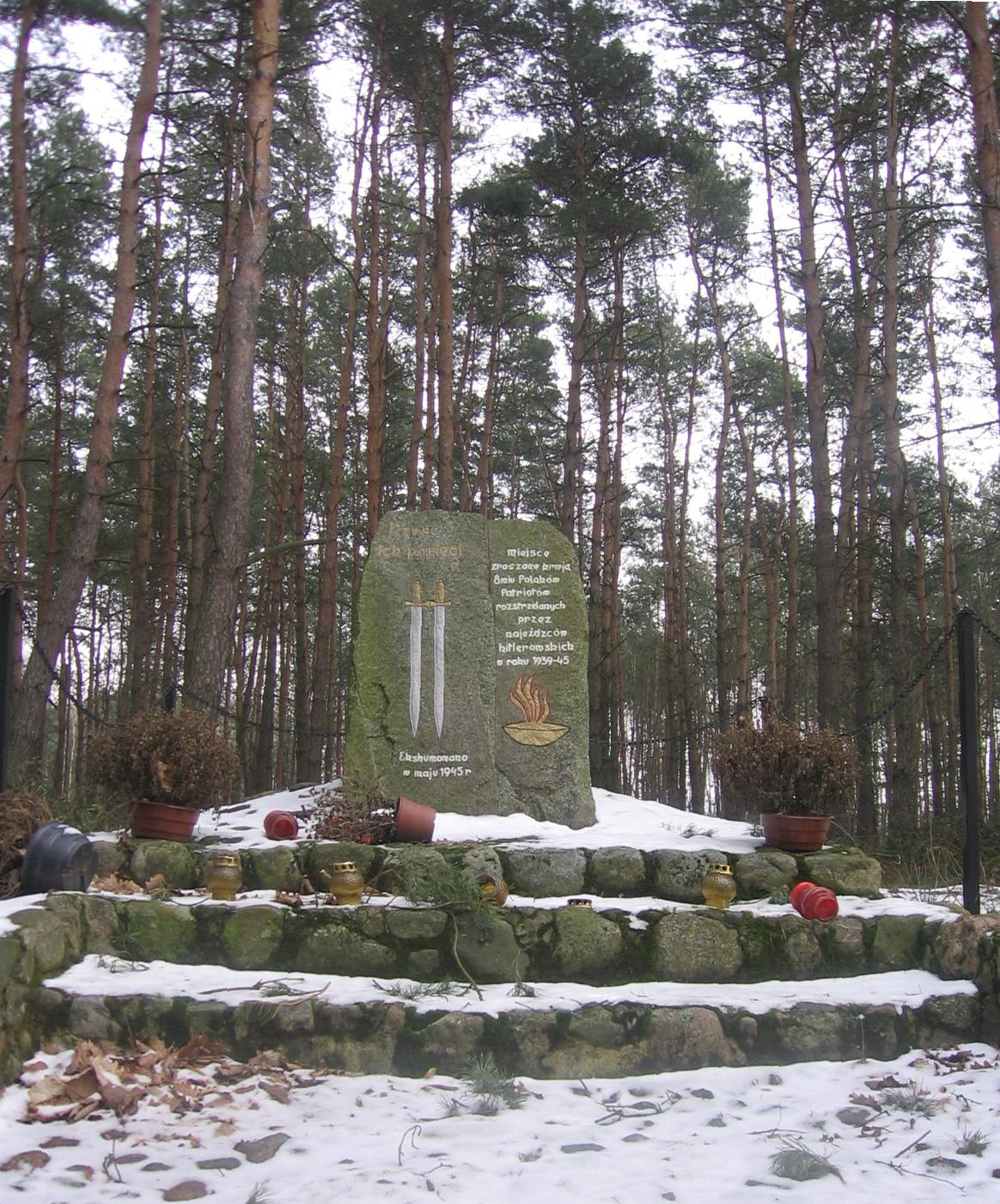
Az 1939-1945 években végrehajtott kivégzések lengyel áldozatai előtt tisztelgő emlékmű

Padniewko lengyel lakossága is aktívan részt vett a mind társadalmilag, mind gazdaságilag is feltámadt II. Köztársaság életében. Aktív padniewkói tagokkal rendelkeztek az alábbi mezőgazdasági szervezetek: Kółko Włościanek (Parasztasszonyok Köre), Kółko Ziemianek (Földműves Asszonyok Köre), Kółko Rolnicze (Mezőgazdasági Kör), Koło Hodowców Koni (Lótenyésztők Köre), Związek Szwajcarów Obornych (Svájci Marhák Szövetsége), és 1937-től a Związek Łowiecki (Vadász Szövetség) is.
Padniewkóban már többször szerveztek mezőgazdasági terménykiállításokat, valamint a „Lovak napját”  és az „Erdő napját” (ezeket a rendezvények Padniewko mellett, a mogilnói járás más területein is megrendezték). A legidősebb ilyen jellegű szervezet Mogilnóban 1916-ban alakult – a Méhészegylet. A méhészeti hagyományok Padniewkóban a mai napig élnek, aminek bizonyítéka az egyébként kis helyiségben működő mézfelvásárlási pont.
A második világháború kitörése után a lengyel hatóságok a Lengyelországgal szemben ellenséges magatartást tanúsító padniewkói németeket internálták és keletre deportálták. Már a háború kitörését követő első napokban elkezdett működni  a községben a lengyel Polgárőrség, amely rövidesen közigazgatási, sőt honvédelmi feladatkört is kapott, mivel szeptember 6-a és szeptember 10-e között a helyi hatóságok emberei – beleértve a rendőrséget, katonaságot is – nagy titokban elhagyták a környéket. A mogilnói polgárőrség mintegy 100 főt számlált. Azonban fegyverzete igen gyenge volt, az alapfelszerelést a katonai kiképzési raktárakból származó gyakorló puskák és vadászfegyverek, továbbá a polgárőrség tagjainak tulajdonát képező szúróeszközök képezték.

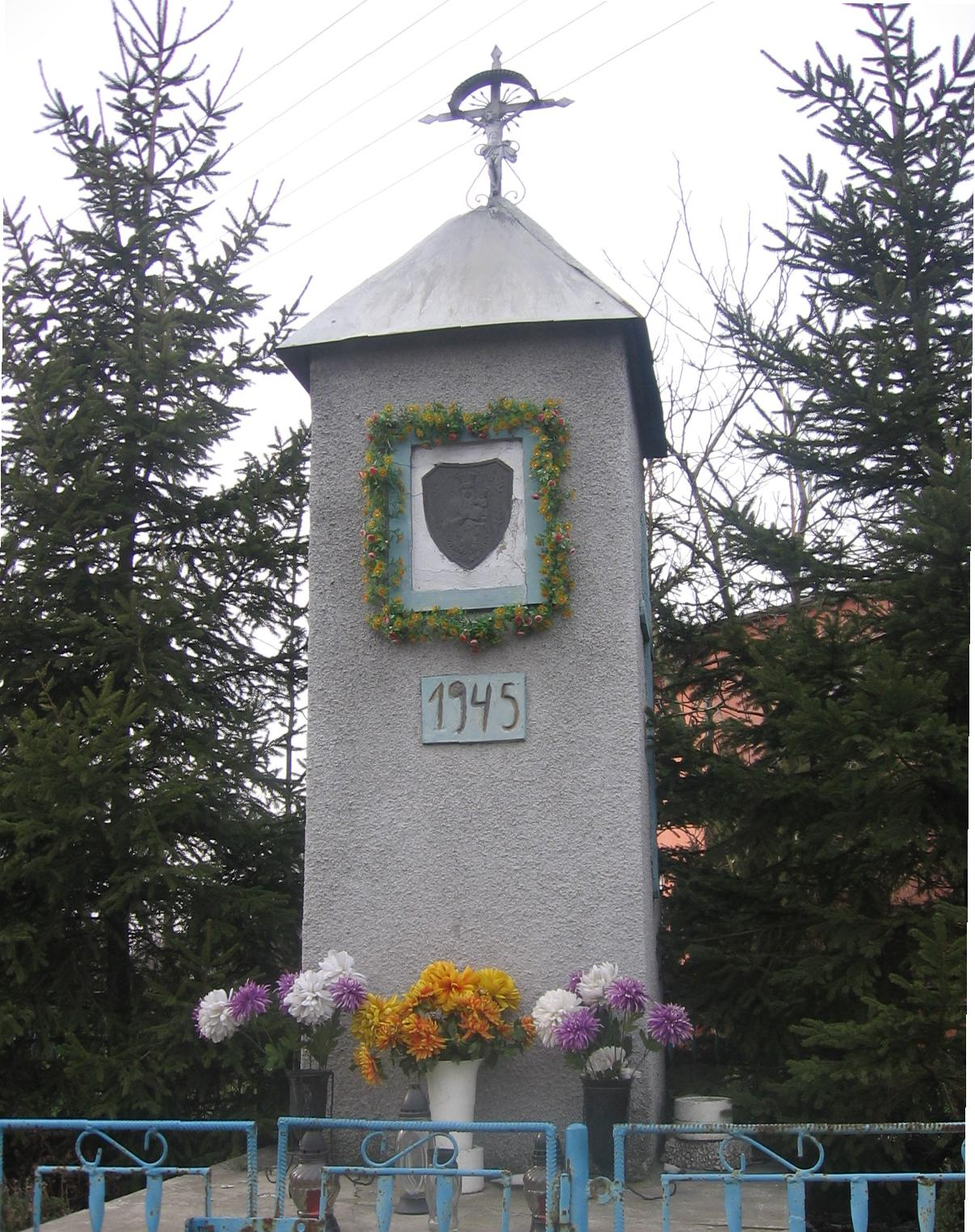
A padniewkói Szűz Mária-kultusz színhelye

A németek szeptember 9-én kísérelték meg Padniewkón át elfoglalni Mogilnót. Azonban a polgárőrség tagjai rejtett tankcsapdákból elkezdték lőni a németeket, így aztán a német erők rövid tűzpárbaj után visszavonulásra kényszerültek. Csak szeptember 11-én reggel indult meg az erőteljes német támadás, ami a falu elfoglalását és a polgárőrség kivonulását eredményezte. A német egységek, amint elfoglalták a falut, a bemutatkozást tömeges kivégzésekkel és kitelepítésekkel kezdték. A falu lakosai közül a polgárőrség tagjait és családjaikat érte a legnagyobb megtorlás.
A háború utáni időszakban Padniewko saját általános iskolával (ma ebben az épületben működik a kultúrotthon) rendelkezett, a faluban saját mezőgazdasági egyletek és háziasszonyok köre működött. 1954. október 5. – 1959. december 31. között Padniewko önálló nagyközségi ranggal bírt, de ezt a kiváltságát felszámolták.
Az 1975-1989 években Padniewko közigazgatásilag a Bydgoszczi Vajdaság része volt.
Jelenleg Padniewko fokozatosan Mogilno elővárosává válik. Ide költöznek át a városból a kisipari kézműves és szolgáltató cégek. Hála természeti adottságainak, Padniewko mindinkább a turisták érdeklődésébe kerül. Ennek kedvez a Jezioro Wienieckie és Jezioro Wiecanowskie tavak közelsége, amelyek vonzzák a vízisportok és a horgászás híveit.
Padniewko 2005 óta egy helyi kerékpárosverseny mindenkori starthelye. A résztvevők a tavaszi-nyári idény kezdetekor körbepedálozzák a mogilnói járást.

## Lásd még
- Huta Padniewska
- Padniewo

## Külső hivatkozások
- "Rozmaitości Mogileńskie" nr. 98/2000 ISSN 1233-4618
- Grzegorz Ratajski "Mogilno" Wydawnictwo WBP, Poznań 1998 ISBN 83-85811-55-9
- Czesław Łuczak "Dzieje Mogilna" Wydawnictwo PSO Sp. z o.o. Poznań 1998 ISBN 83-87073-08-3
- Das Genealogische Orts-Verzeichnis: Padniewko
- Gemeindeverzeichnis Deutschland 1900
- Territoriale Veränderungen in Deutschland und deutsch verwalteten Gebieten 1874 – 1945
- type:city é. sz. 52° 40′, k. h. 17° 55′52.666667°N 17.916667°E